# HŽ serija 2043
HŽ serija 2043 (izvorna numeracija JŽ 646, tvornička oznaka 646, ugovor 1238/V/1990, nadimak Kramp) je dizelsko-električna lokomotiva Hrvatskih željeznica. To je isključivo projekt TŽV Gredelj i DEAL i ne odgovara niti jednom tipu lokomotiva GM. Lokomotive su nastale rekonstrukcijom serije JŽ 661 (HŽ 2061) u radionici TŽV Gredelj u razdoblju između 1990. i 1999. godine. Izvorno ih je izradila 1960. godine američka tvrtka General Motors Electro-Motive Divison za potrebe tadašnjih Jugoslavenskih željeznica. Prema ugovoru ZKP-2/MT-1968/90 trebalo je rekonstruirati ukupno 10 lokomotiva G16 ali je rekonstruirano 6 lokomotiva.
Sve lokomotive serije HŽ 2043 povučene su iz aktivne službe, jedna neaktivna jedinica trenutačno se nalazi u posjedu HŽ Carga.

## Povijest
Nakon elektrifikacije magistralnih željezničkih pruga tijekom 1970-ih i 1980-ih godina sve veći broj dizelskih lokomotiva preuzima vuču na prugama regionalnog i lokalnog značaja, koje su pretežito manjeg osovinskog opterećenja. U tom pogledu, lokomotive serija JŽ 645 te JŽ 664 u potpunosti su zadovoljavale zadane zahtjeve, dok serija JŽ 661 sa svojim standardnim opterećenjem od 18 t po osovini nije bila prikladna za vuču na slabije učvršćenim željezničkim prugama. Kako bi se povećala mogućnost učinkovite uporabe dizelskih lokomotiva serije JŽ 661, pokazala se potreba za rekonstrukcijom, kojom će se smanjiti osovinsko opterećenje lokomotive te na taj način omogućiti da prometuje na svim prugama na mreži ŽTP-a Zagreb. Za rekonstrukciju su odabrane lokomotive podserije JŽ 661.0 te 661.1, jer je njihovu ukupnu masu bilo moguće svesti na ispod 100 t, čime bi se ostvarilo nazivno opterećenje 16,5 t po osovini.
Godine 1990. šest lokomotiva serije JŽ 661 u posjedu ŽTP-a Zagreb upućene su u radionicu TŽV Gredelj na rekonstrukciju iz serije G16 u izvedbu 646. U sklopu rekonstrukcije izveden je niz zahvata kojima je ukupna masa lokomotive s prethodnih 108 t smanjena na konačnih 100 t. Sa svakog okretnog postolja izbačen je po jedan vučni motor koji pogoni srednju osovinu, tako da dolazi do promjene osovinskog rasporeda u (A1A)‘(A1A)‘.  Nakon izmještanja vučnih motora izrađene su nove električne sheme te su izračunati novi strujni krug i vučna sila lokomotive. Prespajanjem elektrovučnih motora u prvo serija-paralela, slabljenje polja, tranzicija u paralelu puno polje i na kraju slabljenje polja ostvareno je povećanje snage pojedinog motora s prethodnih 212 kW na 318 kW. Povećana je trajna struja vučnih motora s 800 A na 900 A, jednosatna s 860 A na 970 A. Struja u polasku je određena na 2600 A na generatoru s maksimalnom strujom od 3000 A po potrebi. Rekonstruirani su vučni motori D47 u D77 u Uljaniku. U lokomotivu je ugrađen protuklizni sustav s električnom kompenzacijom rasterećenja osovina i s prebacivanjem opterećenja s osovina koje kližu na osovine koje mogu prenijeti povećanu snagu vučnih motora na kotače bez klizanja. U lokomotive je ugrađen modificirani dizelski motor tipa 16-645E, dok je ostatak pogonskog sklopa, sastavljen od kompresora te glavnog i pomoćnog generatora ostao nepromijenjen. Lokomotive serije JŽ 646 imaju istu ugrađenu snagu kao i osnovna serija JŽ 661, međutim, zbog smanjenja broja elektrovučnih motora sa šest na četiri, ostvarena vučna snaga rekonstruirane lokomotive nije promijenjena 1342 kW na generatoru ulazu u generator i 1250 kW na stezaljkama vučnih motora. Zahvaljujući električnoj kompenzaciji rasterećenja osovina, ostvarena je vučna 250 kN dok je vlasnik zahtijevao 160 kN. Omogućena je vuča tešlih teretnih vlakova do 3000 t na ravničarskim prugama. Kritična brzina lokomotive je 20 km/h.
Prilikom rekonstrukcije izbačen generator za parno grijanje vlaka te je isti zamijenjen alternatorom za električno grijanje vlaka snage 375 kW proizvedenim u tvrtci “Uljanik”, koji je već ranije nalazio primjenu kod lokomotiva serija JŽ 663 i JŽ 664. Izbacivanjem generatora za paru i pridruženog spremnika za vodu omogućeno je spuštanje kraćeg dijela oplate u odnosu na ostatak sanduka, čime je osiguran bolji vidik za strojno osoblje. Upravljački stolovi ostali su neizmijenjeni u odnosu na izvornu lokomotivu serije JŽ 661. Od sigurnosne opreme, ugrađeni su budnik te autostop uređaj. Smanjenjem ukupne mase lokomotive za 8 t, osovinsko opterećenje svedeno je na 16,5 t po osovini te se lokomotive mogu korisiti za vuču na svim željezničkim prugama na mreži ŽTP-a Zagreb. S obzirom na smanjenje broja pogonskih osovina sa šest na četiri, rekonstruiranim lokomotivama dodijeljena je nova brojčana oznaka JŽ 646. Nakon niza ispitivanja, lokomotive serije JŽ 646 pokazale su zadovoljavajuće rezultate u vuči kao i osnovna lokomotiva serije JŽ 661.
Prve lokomotiva serije JŽ 646 u posjedu ŽTP-a Zagreb u promet je puštena 13. veljače 1991. godine. Do listopada 1993. isporučene su još dvije lokomotive, koje su u vozni park novoosnovanog Hrvatskog željezničkog poduzeća uvrštene pod starim brojčanim oznakama 646-002 i 646-003.
Hrvatske željeznice naslijedile su od bivšeg ŽTP-a Zagreb tri lokomotive serije JŽ 646, kojima je dodijeljena brojčana oznaka HŽ 2043. Četvrta u nizu lokomotiva koje su 1990. godine upućene u TŽV Gredelj na rekonstrukciju, puštena je u promet u listopadu 1994. godine te je u vozni park uvrštena pod novom brojčanom oznakom 2043 004. Nakon prijelaza na novu shemu brojčanog označavanja, na rekonstrukciju su upućene još dvije lokomotive serije HŽ 2061. Program modernizacije dovršen je 6. veljače 1999., kad je Hrvatskim željeznicama isporučena posljednja, šesta lokomotive brojčane oznake 2043 006.
U početku su sve lokomotive serije HŽ 2043 bile u posjedu zagrebačke jedinice za vuču vlakova te su korištene za vuču putničkih i teretnih vlakova na željezničkim prugama sa srednjim usponima u sjeverozapadnoj Hrvatskoj. Do kraja 2004. godine tri su lokomotive otpisane te prodane TŽV-u Gredelj, gdje su prvo bile iskorištene kao izvor dijelova, nakon čega su izrezane.
U posjedu Hrvatskih željeznica preostale su tri lokomotive serije 2043, koje su s početkom 2006. godine službeno premještene u jedinicu za vuču vlakova Varaždin. Do kraja 2009. dvije su lokomotive povučene iz prometa te su nedugo zatim i prodane. U posjedu HŽ Vuče vlakova preostala je samo jedna lokomotiva – 2043 002 – koja je iz aktivne službe povučena u listopadu 2011. godine. Nakon ukinuća društva HŽ Vuča vlakova d.o.o. lokomotiva dolazi u posjed HŽ Carga. Međutim, kako je tada već bila neaktivna, nikada nije vozila u službi novog vlasnika.

## Tehničke značajke
Lokomotive ove serije imaju šest osovina, pojedinačni osovinski pogon i osovinski raspored (A1A)'(A1A)'. Opremljene su dvotaktnim dizelskim motorom sa šesnaest cilindara izvedbe V tipa 16-645 E, koji ostvaruje snagu od 1454 kW. Prijenos snage je električni i sastoji se od glavnog generatora za istosmjernu struju snage 1250 kW, pomoćnog generatora te četiri istosmjerna elektrovučna motora snage 318 kW, od kojih su po dva smještena u svakom okretnom postolju.
U lokomotive je ugrađen alternator za električno grijanje vlaka snage 375 kW, proizveden u tvornici "Uljanik" u Puli, koji se primjenjuje i kod dizelsko-električnih lokomotiva serija HŽ 2062 i HŽ 2063. Zahvaljujući ugrađenom alternatoru, koji osigurava napajanje istosmjernim naponom od 1500 V za do osam četveroosovinskih putničkih vagona, lokomotive se također mogu rabiti za vuču putničkih i brzih vlakova.
Lokomotive serije HŽ 2043 građene su za najveću voznu brzinu od 124 km/h. Opremljene su ručnom kočnicom, zračnom kočnicom te kočnicom u slučaju opasnosti. Okretna postolja su istovjetna onima na lokomotivama serija HŽ 2044, HŽ 2061 i HŽ 2062.
Sanduk lokomotive sastoji se od dužeg dijela oplate unutar kojeg se nalaze pogonski i pomoćni uređaji, upravljačnice te kraćeg, niskog dijela oplate u kojem je smještena zračna oprema te dio kočnih uređaja. Kraći dio oplate tvornički je određen kao prednji kraj lokomotive. Sama upavljačnica je od dužeg dijela oplate odijeljena ugrađenim ormarom s električnom opremom. Upravljački stol omogućava vožnju s obiju strana lokomotive na način da strojovođa može mijenjati svoje upravljačko mjesto ovisno o smjeru kretanja vlaka.

## Vanjski izgled lokomotiva
Lokomotive serije 2043 tijekom razmjerno kratkog radnog vijeka od samo dvadeset godina doživjele su tek neznatne promjene vanjskog izgleda. Na prve tri lokomotive primijenjeno je standardno bojanje svojstveno svim dizelskim lokomotivama u posjedu tadašnjih Jugoslavenskih željeznica. Sanduk, krov i okvir lokomotive obojani su u tamnozelenu boju s trodjelnom zlatnom ukrasnom trakom po sredini sanduka, koja se na čelu lokomotive spaja u prepoznatljivi oblik tzv. brkova. Za razliku od ostalih dizelskih lokomotiva u posjedu ŽTP-a Zagreb, ukrasne trake na bočnim stranama sanduka bile su kontinuirane, dok je uobičajeni natpis "Jugoslavenske željenice" u potpunosti izostao. Slično kao u slučaju serije JŽ 661, čeonim dijelom glavnog okvira lokomotive prolazila je dodatna dvodjelna ukrasna traka zlatne boje, po čemu su bile jedinstvene u odnosu na ostale dizelske lokomotiva u posjedu Jugoslavenskih željeznica.
Nakon osnutka Hrvatskih željeznica određena su nova službena bojanja pojedinih serija vučnih vozila. Kod dizelskih lokomotiva, sanduk i krov obojani su u tamnoplavu boju, dok su okvir, postolja i odbojnici crni. Izmijenjen je i dizajn ukrasnih traka, koje su srebrne i svjetloplave boje. Novo rješenje stupa na snagu 1994. te će biti primijenjeno na preostale tri lokomotive serije HŽ 2043, koje su isporučene do 1999. godine. U godinama koje slijede, lokomotiva 2043 002 također je prebojana u novo službeno bojanje Hrvatskih željeznica, dok su lokomotive 2043 001 i 2043 003 sve do povlačenja iz prometa zadržale izvorno tamnozeleno bojanje sa zlatnim ukrasnim trakama.

## Stanje i razmještaj
Izvorno je u posjedu Hrvatskih željeznica bilo šest lokomotiva serije HŽ 2043. Do kraja 2011. godine otpisano je i prodano ukupno pet lokomotiva.
Trenutno se u inventarskom parku HŽ Carga nalazi jedna neaktivna lokomotiva serije HŽ 2043 te čeka na odluku o popravku ili prodaji.